# Lost and Found (album de Marilyn Manson)
 (novembre 2023).
Pour les articles homonymes, voir Lost and Found.
Lost and Found est un EP de Marilyn Manson, sorti fin mai 2008. Il se compose de certaines chansons d'albums divers (Portrait Of An American Family, Antichrist Superstar...). On y retrouve quatre titres studio et un titre live.

## Liste des titres
1. Lunchbox – 4:36 (Portrait of an American Family)
2. The Beautiful People – 3:42 (Antichrist Superstar)
3. I Don't Like the Drugs (But the Drugs Like Me) – 5:03 (Mechanical Animals)
4. Irresponsible Hate Anthem – 4:38 (Live Version)
5. The Fight Song – 2:58 (Holy Wood (In the Shadow of the Valley of Death))